# タイ国家映画映像委員会
タイ国家映画映像委員会（タイ語:คณะกรรมการภาพยนตร์และวิดีทัศน์แห่งชาติ、英語：Thailand's National Film Board）は、タイ王国内で上映、頒布される映画や映像の検閲、審査を行う国家委員会。日本語では「国家映画ビデオ委員会」とも呼ばれる。

## 概要
委員会ではタイにおける映画産業の育成、検閲に関する審議をおこなっている。大まかには映画映画産業推進方針、計画、行動戦略の立案、映画産業の育成、文化芸術の分野で障碍者を含めたすべてのひとびとに資する知識、価値観の推奨、映画に関する法整備に関する方針の示唆、法令に沿った映画に関する省令、告示を出すように省庁へ勧奨、映画館でのタイ映画と外国映画のバランスの取れた放映の規定など審議対象としているとされる。
一方で海外メディアに対しては、タイ国内での撮影活動を監視する役目を担っており、委員会の許可を得ずにタイ国内で商用目的の映像撮影を行うことは違法行為にあたる。そのため、タイ国内で撮影・制作を行おうとする海外の映像制作業者は、必ず当該委員会を通して撮影の許可を得る仕組みになっている。こうした構造上、タイ国内で営業する映像制作コーディネート業者との癒着も顕著に見られ、実質上はこうしたコーディネート業者に利益誘導することを目的としているという指摘もされている。実際に、当該委員会の公式ウェブサイトには、コーディネイト業者との契約を執拗に勧誘する内容の文言が散見される。また、実際の対応もそれに近いものであり、国外の映像制作業者やメディアの間では軒並み同委員会に対する評判は良くない。

## 構成
- 委員長：首相
- 副委員長：文化省大臣および観光・スポーツ省大臣
- 委員:首相府次官、財務省次官、外務省次官、観光・スポーツ省次官、社会開発・人間安全保障省次官、商務省次官、教育省次官、タイ国家警察庁本部長、首相府消費者保護委員会事務局長、工業省タイ投資委員会事務局長、内務省代表、情報技術・通信省代表、有識者から首相が命じる11名を超えない委員[2]。
- 事務局：文化省文化振興局映画検閲部が委員会に関する事務、研究、会議運営などを行っている。さらに観光・スポーツ省観光局（旧観光開発事務局）フィルム事務局がタイ国内における外国人クルーによる映画撮影許可作業を行っており、ワンストップオフィスを設けている。外国人の映画撮影には申請と監視官雇用の義務がある。

## 審査
委員会は映画映像審査委員会を設置することができる。構成員は4カテゴリーから選出される。委員会の指名に基づき大臣が承認した個人（9名を越えないこと）。映画制作企業と関連のない専門家（外国、映画、芸術、マスコミ、環境関連、7名を超えないこと）。映画･映像、テレビ局、芸術、消費者保護に関する政府によって承認された専門家4名。市民3名。
映画映像審査委員会は以下の権能を持つ。
1. 国内における外国映画撮影許可
2. 国内における外国映画の上映許可
3. 国内における映画・映像の上映、頒布、レンタル、取引に関わる検閲および規制
4. 国内における映画・映像の上映、頒布、レンタル、取引の許可
5. 国内における情報通信、公共放送の許可
6. 国内における映画・映像の送信許可

## 規定法規
- 仏暦2551年（2008年）タイ国家映画映像法 （พระราชบัญญัติภาพยนตร์และวีดิทัศน์ พ.ศ. ๒๕๕๑）

## 映画検閲問題
2007年児童買春、人身取引を扱った「闇の子供たち」は撮影不許可処分、2010年トランスジェンダーを扱った『Insects in the Backyard』が上映禁止処分を受けた。